# 3JS

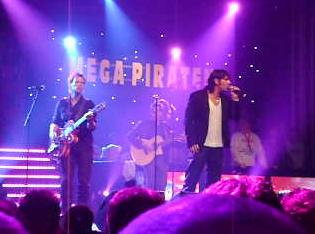
3JS vid Mega Piraten Festijn i Marum 2008

3JS är en nederländsk musikgrupp från Volendam i norra Nederländerna, som består av Jan Dulles, Jaap Kwakman och Jaap de Witte. Bandet blev känt i Nederländerna efter succén med deras första album Watermensen, 2007. 

## Eurovision Song Contest
Under en radioshow meddelade bandet att de var Nederländernas representanter vid Eurovision Song Contest 2011, vilket även den nederländska sändaren (TROS) meddelade. Bandet kommer att skriva fem bidrag innan slutet av 2010 som kommer att framföras vid en nationell låtuttagning under tidiga 2011. Där kommer sedan en professionell jury tillsammans med folket att välja det bidrag som skall framföras vid Eurovision Song Contest.